# John Calley
John Calley (Jersey City, Nueva Jersey, Estados Unidos, 8 de julio de 1930 - 13 de septiembre de 2011) fue un productor de películas que ganó el Premio Irving G. Thalberg en la 82.ª ceremonia de entrega de los premios Óscar (2009). 

## Filmografía
- The Lost Symbol (2012) (preproducción) (productor)
- Ángeles y demonios (2009) (productor)
- Conociendo a Jane Austen (2007) (productor)
- "The Company" (2007) TV miniseries (productor ejecutivo) (episodios desconocidos)
- El código Da Vinci (película) (2006) (productor)
- Closer (2004) (productor)
- Lo que queda del día (película) (1993) (productor)
- Postales desde el filo (1990) (productor)
- Creadores de sombras (1989) (productor ejecutivo)
- Trampa 22 (1970) (productor)
- La fortaleza (1969) (productor)
- Estación polar Cebra (1968) (productor) (sin acreditar)
- No hagan olas (1967) (productor)
- El ojo del diablo (1966) (productor)
- El rey del juego (1965) (productor adjunto)
- Los seres queridos (1965) (productor)
- Castillos en la arena (1965) (productor adjunto)
- La americanización de Emily (1964) (productor adjunto)
- Camas separadas (1963) (productor adjunto)
- Face in the Rain (1963) (productor)

## Premios y distinciones
Premios Óscar
| Año  | Categoría        | Película             | Resultado |
| ---- | ---------------- | -------------------- | --------- |
| 1994 | Mejor película   | Lo que queda del día | Nominado  |
| 2010 | Óscar honorífico | Óscar honorífico     | Ganador   |